# ケネス・アーノルド
ケネス・アルバート・アーノルド（Kenneth Albert Arnold、1915年3月29日 - 1984年1月16日）は、アメリカ合衆国の実業家である。
1947年6月24日に未確認飛行物体(UFO)が飛んでいるのを目撃したケネス・アーノルド事件で知られている。UFO目撃以降、同様のUFOの報告の調査や、UFOに関する執筆・公演を行うようになった。
1962年にはアイダホ州副知事選挙に共和党から立候補したが、落選した。

## 生涯
アーノルドは1915年3月29日にミネソタ州セベッカで生まれ、モンタナ州スコビーで育った。高校生の時にイーグルスカウトになり、フットボールの州代表チームの一員となった。1934年にミネソタ大学に入学した。一家はルーテル教会の信者だった。
1938年に自動消火装置製造メーカーのレッド・コメットの社員になり、翌年に地域マネージャーまで昇進した。1940年に会社を辞めて、アイダホ州ボイシで消火システムの販売・設置を行う会社、グレート・ウェスタン・ファイヤ・コントロール・サプライを立ち上げ、アメリカ北西部で商売を始めた。
1941年にドリス・ロー(Doris Lowe)と結婚し、4人の娘をもうけた。

## 未確認飛行物体

### 1947年のUFO目撃
アーノルドは、1947年6月24日にワシントン州のレーニア山付近を自家用飛行機で飛行中、9つの光る未確認飛行物体(UFO)が最低でも時速1200マイル（時速約2000キロメートル）と推定される速度で飛行するのを目撃したと主張した。これは、第二次世界大戦後、全米で報道された最初のUFOの目撃談であり、現代におけるUFO目撃の最初のものであるとされている。その後2～3週間にわたって、同様のUFO目撃報告が相次いだ。アーノルドがその物体が飛行する様子を「ソーサー(saucer)が水面を跳ねながら飛ぶようだった」と説明したことから、マスコミが「空飛ぶ円盤」(flying saucer, flying disc)と報じ、この物体を指す言葉として一般大衆に広まった。
UFO目撃を報告したことで、アーノルドは一夜にして有名人になった。アーノルドの娘によれば、家に1万通の手紙が届き、問い合わせの電話が頻繁にかかってきたという。

### モーリー島事件の調査
SF雑誌『アメージング・ストーリーズ』編集長のレイモンド・A・パーマーが、UFOの破片を持っているというタコマの2人の港湾労働者の話の調査をアーノルドに依頼した。パーマーは200ドルの調査資金をアーノルドに送った。
7月29日、アーノルドはその港湾労働者の一人に接触した。港湾労働者は、「その物体のうちの一つが、内側から何千もの新聞紙のようなものを噴出し始めた。それは軽い金属のようなもので、地面に飛散した」と主張した。また、その飛行物体は溶岩のようなものを放出していて、それが自分の船に落ちてきて、働いている人の腕が折れ、犬が1匹死亡したとも主張した。
アーノルドは、その港湾労働者の仲間のフレッド・クリスマンにも話を聞いた。クリスマンはモーリー島で未確認飛行物体を目撃し、破片を回収したことがあると主張した。クリスマンはアーノルドに「白い金属」の破片を見せたが、アーノルドは、その物体はありふれたもので、先の港湾労働者の説明とは矛盾していると考えた。
アーノルドはアメリカ空軍に連絡を取り、8月1日、2人の士官が調査のためにB-25でやって来た。将官は聞き取り調査を行い、破片を回収した。しかし、カリフォルニアの基地に戻る途中、ワシントン州ケルソー郊外でB-25が墜落し、乗っていた2人とも死亡した。
1956年、空軍士官エドワード・J・ルッペルトは、「モーリー島事件は全てデマである。UFOの歴史の中で、史上初の、おそらく2番目に良い、そして最も汚いデマだった」と結論付けた。
政府はその男たちを起訴することを真剣に考えていた。しかし、土壇場で、2人と話をした後、このデマは無害な冗談に端を発したもので、2人の命とB-25が失われたことを直接彼らの責任にすることはできないと判断された。

### その後
アーノルドは、その他のUFO目撃者やコンタクティー（宇宙人と接触したと主張する人）へのインタビューや調査を行った。初のコンタクティーの一人であるサミュエル・イートン・トンプソンの主張について調査をしたこともある。
1948年春、レイモンド・A・パーマーと共同で、自身の目撃談について"I Did See The Flying Disks"（私は空飛ぶ円盤を目撃した）という記事を執筆した。同年、"Are Space Visitors Here?"（宇宙の訪問者はいるか?）と"Phantom Lights in Nevada"（ネバダの幻灯）を執筆した。1950年には"The Flying Saucer As I Saw It"（私が見た空飛ぶ円盤）という16ページの小冊子を自費出版した。
1950年4月7日、放送作家エドワード・R・マローによるインタビューに対し、1947年6月からさらに3回9機の宇宙船を目撃したと述べた。
1951年1月、『コスモポリタン』誌は"The Disgraceful Flying Saucer Hoax"（不名誉な空飛ぶ円盤のデマ）という記事で、アーノルドを「オーソン・ウェルズの『宇宙戦争』を装い、大衆催眠と詐欺の連鎖反応に火をつけた」と非難した。
1952年、パーマーと共同で"The Coming of the Saucers"（円盤の襲来）を執筆した。
報道によれば、アーノルドはさらに7回UFOを目撃したと主張した。そのうちの1つはクラゲのような円盤だったという。

## 晩年
1962年、アーノルドはアイダホ州知事選挙への出馬を表明し、共和党から副知事候補として指名を受けた。しかし、民主党の現職W・E・ドレブローに敗れた。
| 政党 | 政党   | 候補者                   | 得票数  | %     |
| ---- | ------ | ------------------------ | ------- | ----- |
|      | 民主党 | W・E・ドレヴロー（現職） | 135,474 | 54.17 |
|      | 共和党 | ケネス・アーノルド       | 114,617 | 45.83 |

1964年の大統領選挙では、共和党候補のバリー・ゴールドウォーターの選挙戦に参加し、ゴールドウォーターの選挙スローガン"Au-H2O-64"を描いた飛行機を飛ばした。
1977年、パーマーが創刊した超常現象に関する雑誌『フェイト』が主催する大会にアーノルドが出席し、UFO目撃30周年を祝った。
1984年1月16日、アーノルドはワシントン州ベルビューのオーバーレイク病院医療センターで大腸癌により死去した。68歳だった。

## 著作物
- The Real Flying Saucers（アザーワールド（英語版）』1952年1月号）
- The Coming of the Saucers (1952)（レイモンド・A・パーマーと共著）